# Płocka Orkiestra Symfoniczna
Płocka Orkiestra Symfoniczna im. Witolda Lutosławskiego – orkiestra symfoniczna w Płocku, do 1998 roku funkcjonująca jako Płocka Orkiestra Kameralna.
W 1975 roku powstała Orkiestra Kameralna Płockiego Towarzystwa Muzycznego, a dwa lata później rozpoczęła działalność Płocka Orkiestra Kameralna. W roku 1998 instytucja przemianowana została na Płocką Orkiestrę Symfoniczną, a w 1999 nadane zostaje jej imię Witolda Lutosławskiego, który został jej patronem.
Od 1999 roku Płocka Orkiestra Symfoniczna jest organizatorem Letniego Festiwalu Muzycznego w Płocku. Koncerty podczas festiwalu odbywają się głównie w zabytkowej części miasta, w szczególności na Starym Rynku.
Na początku działalności zespół składał się z ponad 20 osób – głównie uczniów i nauczycieli Państwowej Szkoły Muzycznej w Płocku oraz muzyków z okolicznych miejscowości. Po 30 latach Płocka Orkiestra Symfoniczna liczyła 49 członków.